# ФЭД-50
ФЭД-50 — советский малоформатный автоматический шкальный фотоаппарат, производился Харьковским производственным машиностроительным объединением «ФЭД» с 1986 года.
К концу 1991 года было выпущено 107.530 штук. Стоимость фотоаппарата в конце 1980-х годов — 90 рублей.
Разработан на основе малоформатного автоматического дальномерного фотоаппарата «ФЭД-Микрон-2».
Основное отличие (помимо отсутствия дальномера) — электроника камеры работает от селенового фотоэлемента, в источнике питания «ФЭД-50» не нуждается.

## Концепция
По своим характеристикам и техническим особенностям фотоаппарат полностью соответствует популярному в Западной Европе и США классу любительской фотоаппаратуры с упрощённым управлением. Ближайшим аналогом камеры можно считать японский «Olympus Trip 35», выпущенный огромным тиражом с 1967 до 1984 года. Дополнительную рекламу этой модели составил известный британский фотограф Дэвид Бейли, использовавший её в качестве «записной книжки» и для тестовых снимков. Сравнительно короткофокусный объектив фотоаппарата обеспечивал большую глубину резкости, позволяющую обойтись без приспособлений для фокусировки. В то же время, качество получаемого негатива давало возможность делать большие увеличения. Простой и компактный фотоаппарат годился для постоянного ношения и съёмки в любых ситуациях, благодаря несложной экспозиционной автоматике. За пределами СССР аналогичные модели выпускали практически все производители фотоаппаратуры, поскольку спрос на них был очень высоким.

## Технические характеристики
- Применяемый фотоматериал — типа 135. Размер кадра 24×36 мм. Зарядка в стандартной кассете ёмкостью 36 кадров.
- Корпус с открывающейся задней крышкой. Курковый взвод затвора и перемотки плёнки, курок имеет два положения — рабочее и транспортное. Имеется блокировка от неполного взвода затвора. Автоматический самосбрасывающийся счётчик кадров. Рукоятка обратной перемотки типа рулетка.
- Объектив «Индустар-81» 2,8/38 — несъёмный. Фокусировка ручная по шкале расстояний или по символам в поле зрения видоискателя. Диапазон фокусировки от 1 м до «бесконечности». Разрешающая способность объектива по центру кадра 50 линий/мм, по краям 18 линий/мм. Резьба под светофильтр М46×0,75.
- Фотоаппарат «ФЭД-50» оснащён центральным залинзовым затвор-диафрагмой. Функцию диафрагмы выполняет центральный затвор, при съёмке лепестки затвора отрабатывают не только выдержку в секундах, но и открываются до определённого относительного отверстия.
  - Выдержка в автоматическом режиме — от 1/30 до 1/650 сек. В ручном режиме — 1/30 сек. или «В».
  - Объектив в автоматическом режиме диафрагмируется до f/14, в ручном режиме и при съёмке с фотовспышкой до f/16.
- Видоискатель оптический, с подсвеченными кадровыми рамками, параллаксный. В поле зрения видоискателя стрелочными индикаторами отображается приблизительные значения отрабатываемой выдержки и диафрагмы, а также шкала расстояний и символы фокусировки (портрет, малая группа, большая группа, пейзаж).
- Резьба штативного гнезда 1/4 дюйма.

## Принцип работы аппарата

### Автоматическая съёмка
Фотоаппарат «ФЭД-50» — программный автомат.
На передней поверхности оправы объектива размещён кольцевой селеновый фотоэлемент, при применении светофильтров автоматически вносятся поправки на их плотность.
Экспонометрическое устройство управляет затвором-диафрагмой, устанавливая параметры экспозиции в зависимости от установленной светочувствительности фотоплёнки и освещённости объекта фотосъёмки.
Установка светочувствительности фотоплёнки производится диском, расположенным на верхней панели камеры. Значения светочувствительности от 16 до 400 ед. ГОСТ с шагом в 1/3 eV.
При минимальной освещённости затвором-диафрагмой отрабатывается выдержка 1/30 при f/2,8, а при максимальной — выдержка 1/650 при f/14. Сочетание выдержка-диафрагма не может быть изменено.
При недостаточной освещённости или при неснятой крышке объектива происходит блокировка спусковой кнопки.

### Съёмка с фотовспышкой и в ручном режиме
Электронная фотовспышка подключается только через центральный синхроконтакт «X». Если используется фотовспышка только с кабельным синхроконтактом — рекомендуется устанавливать её через переходник.
При установке кольца режима работы затвора-диафрагмы в положения от 2,8 до 16 происходит диафрагмирование объектива на указанное значение. Выдержка в этом случае будет 1/30 сек.

### Съёмка с «выдержкой от руки»
При установленной длительной выдержке «В» значение диафрагмы будет только 2,8.

## Галерея

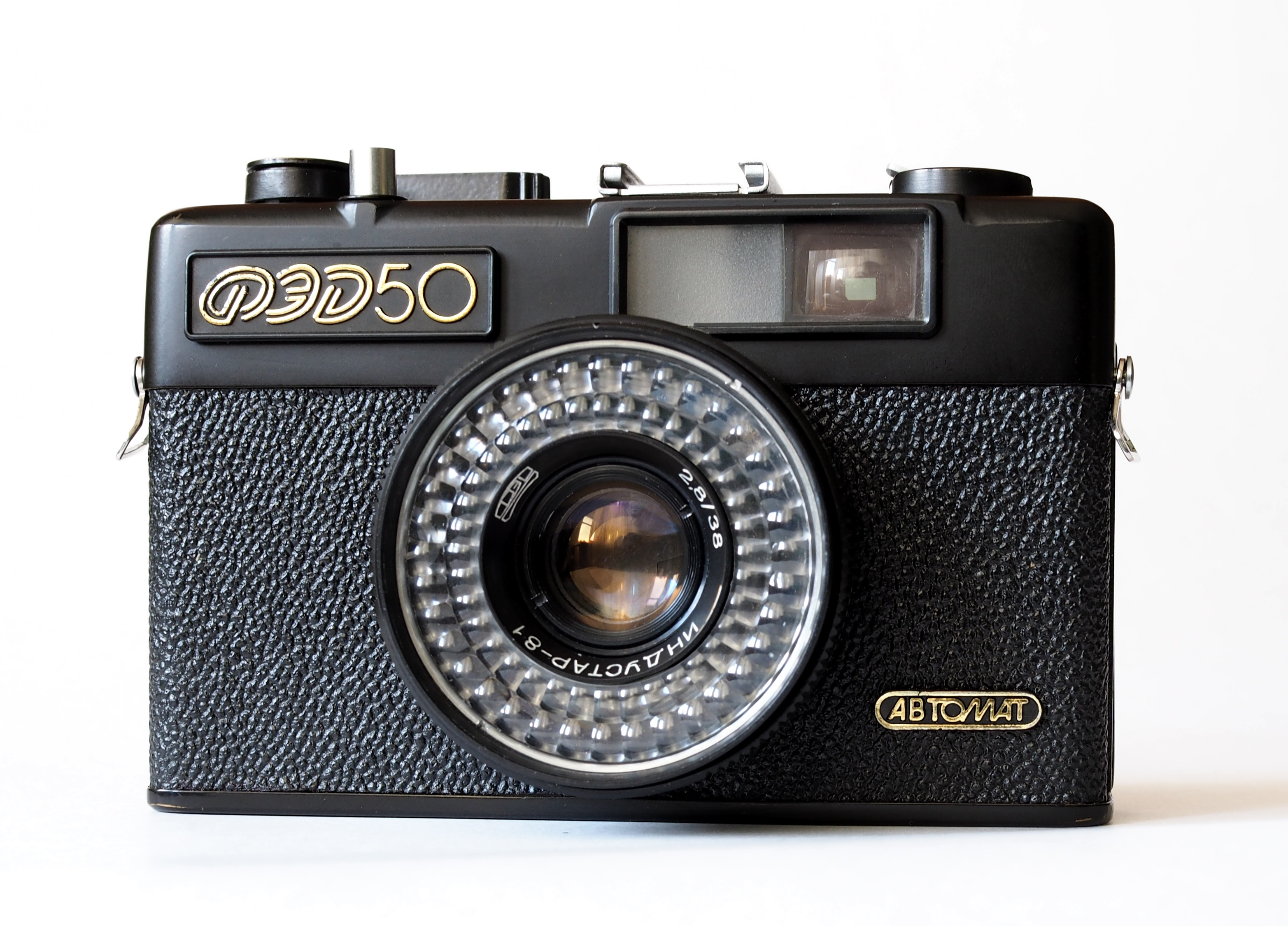
Вид фотоаппарата спереди
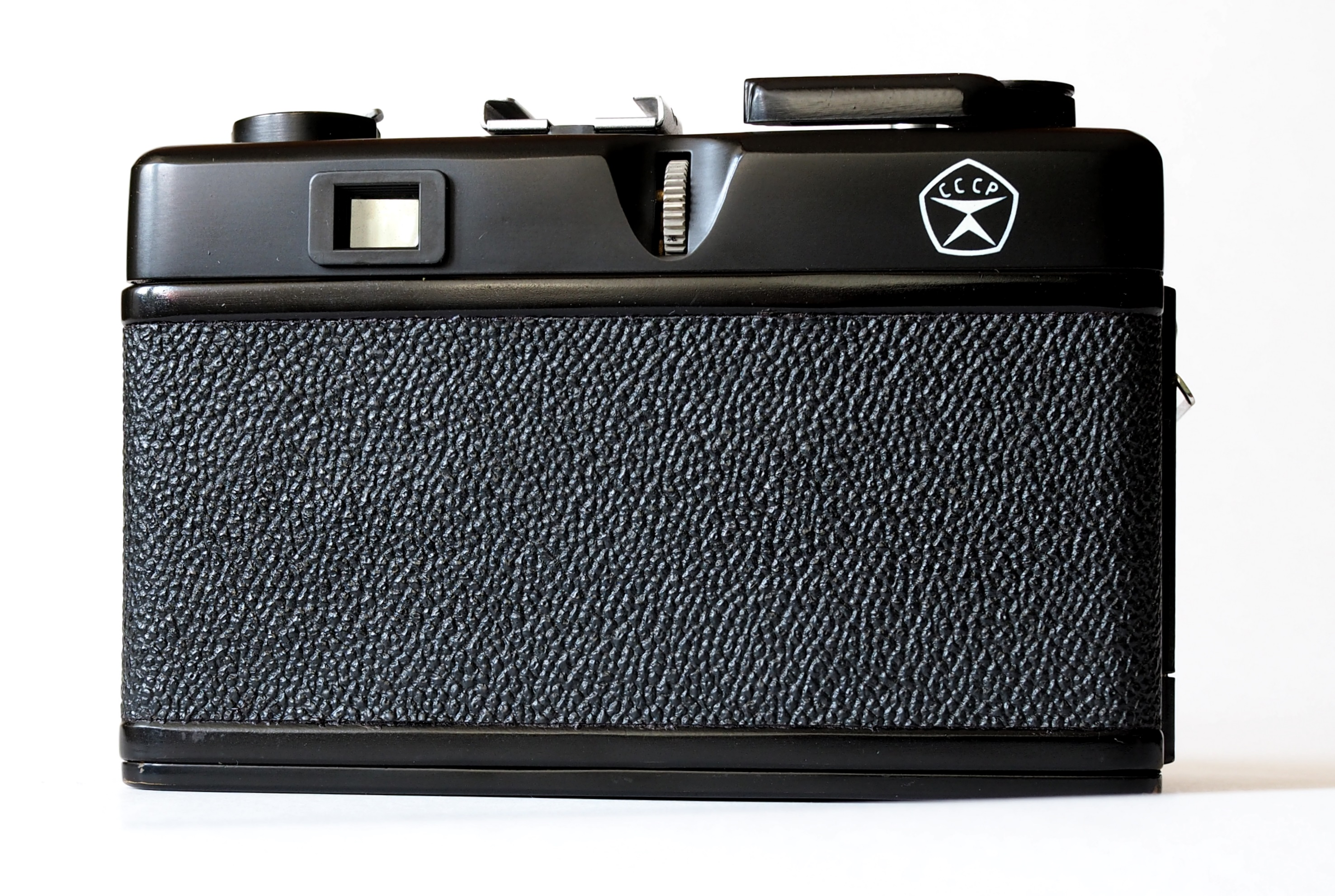
Вид фотоаппарата сзади крышка закрыта
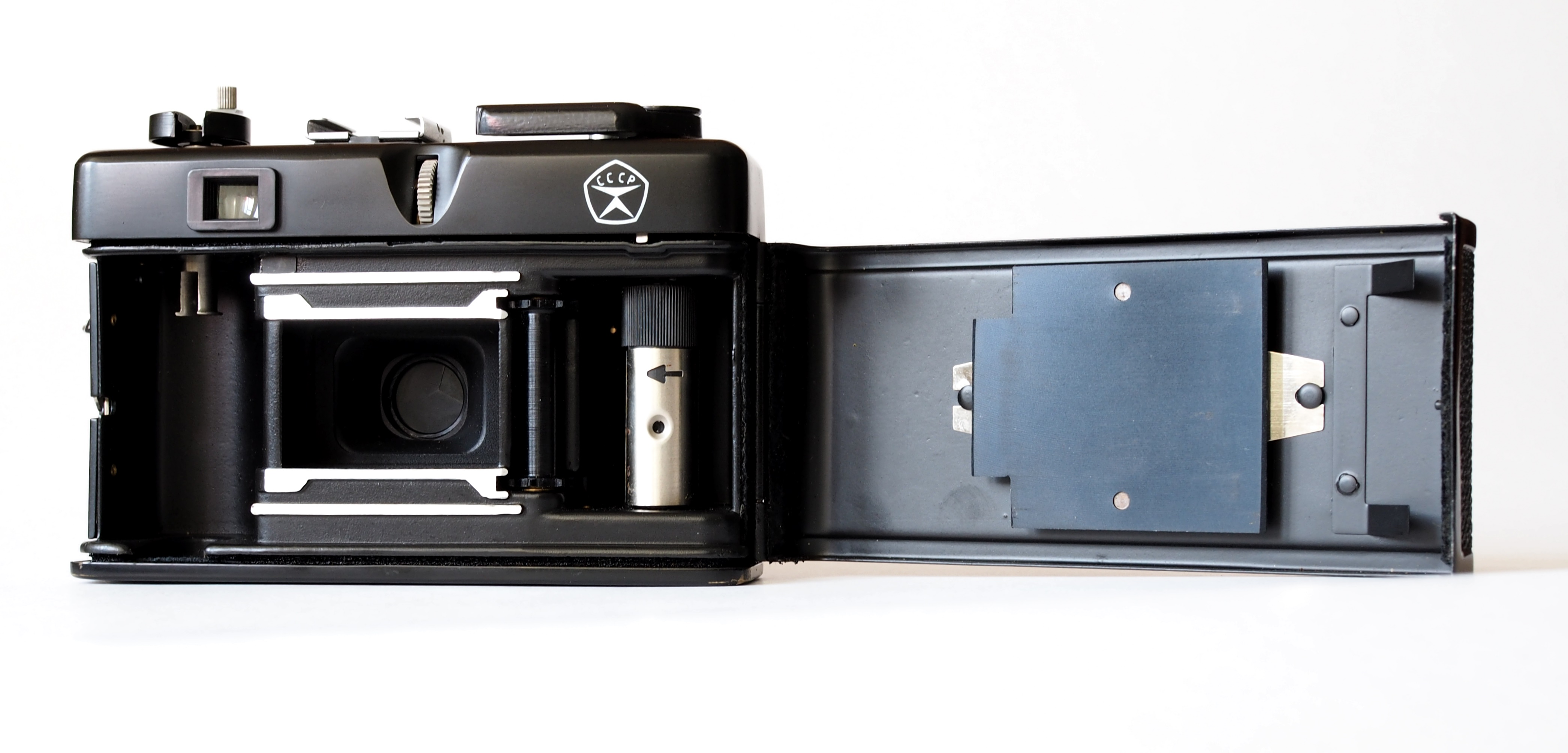
Вид фотоаппарата сзади с открытой крышкой
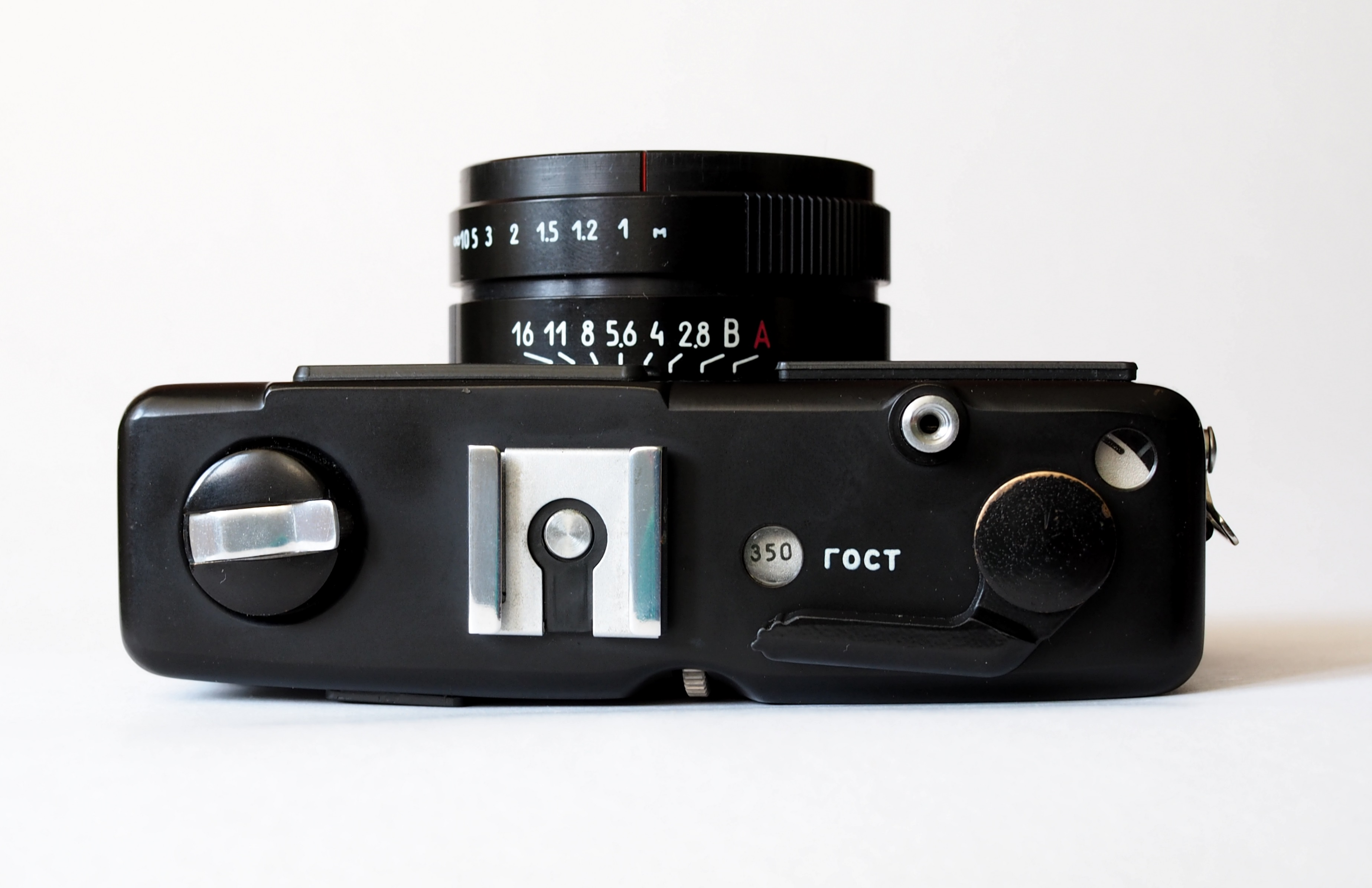
Вид фотоаппарата сверху
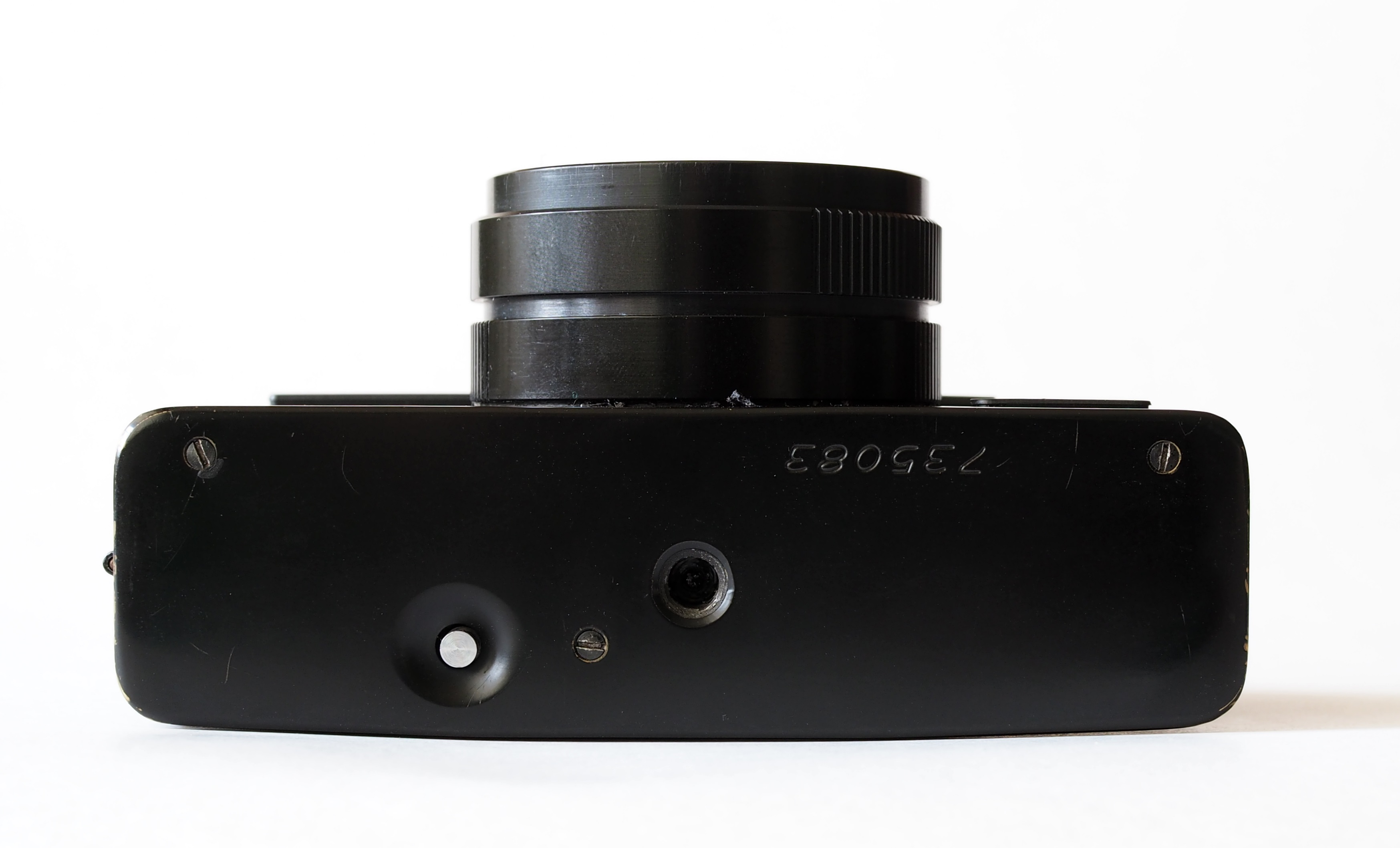
Вид фотоаппарата снизу